# Pierre Deladonchamps
Pierre Deladonchamps (* 1. června 1978, Nancy, Francie) je francouzský herec.

## Životopis
Po maturitě z humanitního zaměření na gymnáziu začal chodit na obchodní školu.
Docházel na kurzy Sandrine Gironde v MJC Haut-du-Lièvre v Nancy, poté se připojil k Form'action, divadelní školu vedenou Hervé Breuilym. V roce 2001 navštěvoval divadelní školu Cours Florent a usadil se v Paříži. Získal několik rolí v televizních seriálech, ale v roce 2010 se rozhodl vrátit se do Lotrinska v době narození své první dcery.
V roce 2014 získal francouzské filmové ocenění César pro nejslibnějšího herce za roli Francka ve filmu režiséra Alaina Guiraudia, Neznámý od jezera.
Mezi jeho oblíbené sporty patří volejbal.

## Filmografie

### Film

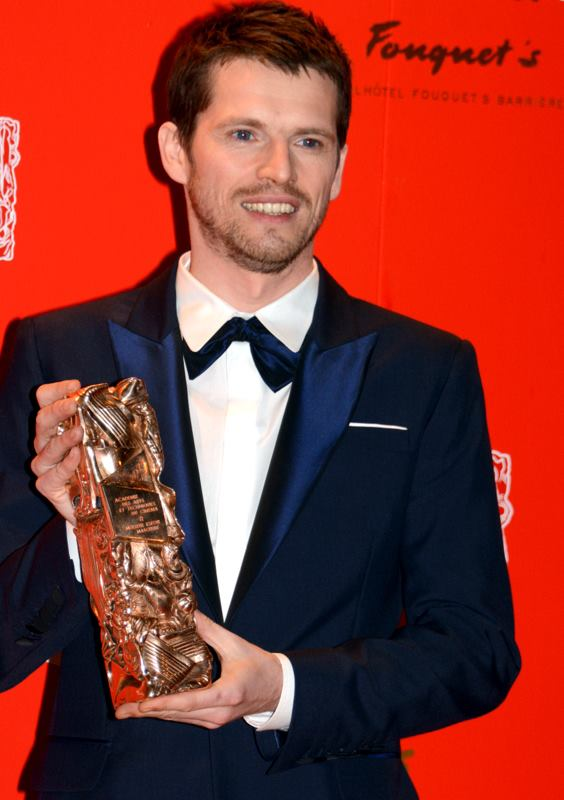
Pierre Deladomchamps, César pro nejslibnějšího herce, 2014

| Rok  | Název filmu                            | Režie                         | Role           |
| ---- | -------------------------------------- | ----------------------------- | -------------- |
| 2008 | Jízda smrti                            | Miguel Courtois               | policista      |
| 2013 | Neznámý od jezera                      | Alain Guiraudie               | Franck         |
| 2014 | Bannô kanteishi Q: Mona Lisa no hitomi | Shinsuke Satō                 |                |
| 2015 | Dětství                                | Philippe Claudel              | Duke           |
| 2016 | House of Time                          | Jonathan Helpert              | Louis Legarec  |
| 2016 | Věčnost                                | Trần Anh Hùng                 | Charles        |
| 2016 | Janův syn                              | Philippe Lioret               | Mathieu        |
| 2017 | Nos années folles                      | André Téchiné                 | Paul Grappe    |
| 2017 | Nos patriotes                          | Gabriel Le Bomin              | Baptiste       |
| 2018 | Photo de famille                       | Cécilia Rouaud                | Mao            |
| 2018 | Okouzlit, milovat a rychle utíkat      | Christophe Honoré             | Jacques        |
| 2018 | Lechtání                               | Andréa Bescond a Éric Métayer | Gilbert Miguié |
| 2018 | Le Vent tourne                         | Bettina Oberli                | Alex           |
| 2019 | Notre dame                             | Valérie Donzelli              | Bacchus        |

### Televize
| Rok  | Název seriálu     | Role              | Poznámky             |
| ---- | ----------------- | ----------------- | -------------------- |
| 2003 | Famille d'accueil | Stan              | 3. série, 2. epizoda |
| 2008 | Engrenages        | Boussac           | 2. série, 4. epizoda |
| 2009 | Central Nuit      | zdravotník Rachid | 7. série, 3. epizoda |
| 2010 | Kriminálka Paříž  | Cédric Roussel    | 6. série, 7. epizoda |
| 2010 | Louise Michel     | Henri Bauer       | Televizní film       |
| 2011 | L'Amour en jeu    | Stan              | Televizní film       |
| 2016 | Trepalium         | Ruben Garcia      |                      |
| 2019 | Mouche            | Adrien            |                      |

## Ocenění
- 2014: César pro nejslibnějšího herce za film Neznámý od jezera, režie Alain Guiraudie